# Saad Jumaa
Saad Mohammad Juma (en arabe : سعد محمد جمعة الأيوبي), né en 1916 à Tafilah et mort le 19 août 1979 à Londres, est un homme politique jordanien. Il fut premier ministre durant l'année 1967.